# Seguro médico

Esperanza de vida de la población total al nacer entre varios países miembros de la OCDE. Fuente de datos: iLibrary de la OCDE

El seguro médico o seguro de salud (también conocido en Sudáfrica como ayuda médica —medical aid—; no debe confundirse con asistencia médica) es un tipo de seguro que cubre total o parcialmente el riesgo de que una persona incurra en gastos médicos. Al igual que con otros tipos de seguros, el riesgo se comparte entre muchas personas (muchos pagan el seguro, pero solo unos pocos enferman y causan gastos, que se pagan con lo aportado por todos los asegurados). 
Al estimar el riesgo general de riesgo para la salud y los gastos del sistema de asistencia sanitaria sobre el conjunto de riesgos, una aseguradora puede desarrollar una estructura financiera de rutina, como una prima mensual o un impuesto sobre la nómina, para proporcionar el dinero con el que pagar los gastos médicos en los que incurran los asegurados.El beneficio, caso de haberlo, es administrado por una organización central, como una agencia gubernamental, una empresa privada o una entidad sin fines de lucro.
Según la Asociación Estadounidense de Seguros Sanitarios, el seguro médico se define como una «cobertura que prevé el pago de indemnizaciones como resultado de una enfermedad o lesión. Incluye seguro por pérdidas causadas por un accidente, gastos médicos, discapacidad o muerte y desmembramiento accidental». : 225 

## Descripción general
Una póliza de seguro médico es un contrato entre un proveedor de seguros (por ejemplo una compañía aseguradora o una entidad estatal) y un individuo o su patrono (la empresa u organismo para la cual trabaja) que, a cambio del pago periódico de una cantidad denominada "prima", cubre un conjunto de gastos médicos en los que ese individuo incurra posteriormente a su suscripción de la póliza.
El contrato puede ser renovable (mensualmente, anualmente) o de por vida. Puede ser obligatorio para todos los ciudadanos en caso de planes nacionales. El tipo y la cantidad de gastos médicos que serán cubiertos por el proveedor de seguros se especifican en el texto de la póliza de seguros o, en el caso de un seguro público, en una póliza nacional.
En Estados Unidos y muchos otros países hay dos tipos de seguro médicoː público y privado. Un ejemplo del segundo es el ERISA (iniciales en inglés de la Ley de seguridad de ingresos de los empleados jubilados de 1974). Hay países donde, estrictamente, no existe el seguro médico público, pero hay asistencia sanitaria universal (sanidad universal), con efectos análogos.
Deben tenerse en cuenta los aspectos siguientes, que pueden estar o no presentes según los países, las aseguradoras y los planes contratadosː
- Prima: es la cantidad que el titular de la póliza o su patrono paga al plan de salud para comprar cobertura médica. Según la ley de atención médica de EE. UU., una prima se calcula utilizando 5 factores específicos relacionados con la persona aseguradaː la edad, la ubicación, el consumo de tabaco, que la póliza cubra solamente a la persona titular o también a su familia, y la categoría de plan que elige el titular.[4] Según la Ley de atención Médica Asequible, el gobierno paga un crédito fiscal para cubrir parte de la prima de las personas que compran un seguro privado a través del Mercado de Seguros.[5] : TS 4:03  En otros países las primas pueden calcularse de forma distinta.
- Deducible o franquicia: cantidad que el asegurado debe pagar de su bolsillo antes de que el asegurador de salud empiece a pagar. Por ejemplo, los asegurados podrían tener que pagar un deducible de 7 500 dólares norteamericanos ($) por año, antes de que la aseguradora cubra el resto de su atención médica. Pueden ser necesarias varias visitas al médico o numerosas recetas antes de que la persona asegurada alcance el deducible y la compañía de seguros comience a pagar. Además, la mayoría de las pólizas no aplican copagos por visitas al médico o recetas médicas contra su deducible.
- Copago: cantidad fija que el asegurado debe pagar de su bolsillo cada vez que recibe un servicio médico. Por ejemplo, una persona asegurada podría pagar un copago de 45 $ por una visita al médico o para obtener una receta. En principio, el servicio tiene un coste muy superior al copago. El resto de ese coste lo cubre la aseguradora. La póliza puede incluir límites al número de copagos que debe abonar el asegurado, en el caso de que, en un período corto, necesite numerosos servicios médicos.
- Coaseguro o coseguro: en lugar de, o además de, pagar una cantidad fija por adelantado (un copago), el coseguro es un porcentaje del coste total que una persona asegurada también puede tener que pagar. Por ejemplo, podría tener que pagar el 20 % del coste de una cirugía, además del copago, mientras que la compañía de seguros paga el otro 80 %. Si existe un límite máximo de coseguro, el asegurado podría terminar debiendo muy poco o mucho, dependiendo del coste real de los servicios que obtiene.
- Exclusiones: no todos los servicios están cubiertos. Los artículos de usar y tirar (como recipientes de muestras biológicas), impuestos, etc., están excluidos de lo que el asegurado puede solicitar que pague su aseguradora. Por lo general, se espera que los asegurados paguen de su bolsillo el coste total de los servicios no cubiertos.
- Límites de cobertura: algunas pólizas de seguro médico solo pagan la atención médica hasta un determinado importe. Se espera que la persona asegurada pague cualquier cantidad que exceda de este máximo. Además, algunas pólizas tienen coberturas máximas anuales o por todo su tiempo de cobertura. En estos casos, la compañía dejará de pagar cuando se alcance este máximo y el asegurado deberá abonar todo lo restante. Por ejemplo, si una póliza tiene un límite de 100 000 $ por todo su tiempo de cobertura, y el asegurado tiene que tratarse de un cáncer por 50 000 $ anuales durante 5 años, a los 2 años la compañía dejará de pagar, y el asegurado tendrá que apañárselas solo.
- Desembolso máximo: es el inverso de los límites de cobertura. La obligación de pago del asegurado finaliza cuando alcanza el desembolso máximo, y a partir de ahí paga el seguro. El desembolso máximo puede limitarse a una categoría específica de gastos (como medicamentos recetados) o puede aplicarse a toda la cobertura proporcionada durante un año específico.
- Capitación (repartimiento de tributos y contribuciones por cabezas):[6] cantidad pagada por una aseguradora a un proveedor de atención médica, por la cual el proveedor se compromete a tratar a todos los miembros de la aseguradora.
- Proveedor dentro de la red (término estadounidense)ː un proveedor de atención médica en una lista de proveedores preseleccionados por la aseguradora. La aseguradora ofrecerá coseguro o copagos con descuento, o beneficios adicionales, a un asegurado si consulta a un proveedor dentro de la red de la aseguradora. Generalmente, los proveedores dentro de la red tienen un contrato con la aseguradora para aceptar tarifas con descuentos adicionales sobre los precios «habituales y acostumbrados» que la aseguradora paga a los proveedores fuera de la red. Lo pagado por la aseguradora al proveedor de su red  puede ser inferior a lo que ese proveedor cobraría por el mismo servicio médico a un paciente no asegurado. El proveedor también puede tener un contrato separado con la aseguradora para aceptar lo que equivale a una tarifa con descuento o capitación de los cargos estándar del proveedor.
- Proveedor fuera de la red: un proveedor de atención médica que no tiene contrato con la aseguradora. Si el asegurado utiliza un proveedor fuera de la red, habitualmente deberá pagar de su bolsillo más dinero que si hubiera acudido a otro dentro de la red. Hasta podría tener que pagar el coste total de los servicios recibidos de ese proveedor fuera de la red. Incluso para los servicios de emergencia, los proveedores fuera de la red pueden facturar a los pacientes algunos costes adicionales asociados. Algunos de los proveedores de atención médica en los Estados Unidos, si no la mayoría, aceptarán facturar a la compañía de seguros si los pacientes están dispuestos a firmar un acuerdo por el que se hacen responsables de la cantidad que la compañía de seguros no pague.
- Autorización previa: certificación o autorización que una aseguradora proporciona antes de que se lleve a cabo la asistencia sanitaria. La obtención de una autorización significa que la aseguradora está obligada a pagar la asistencia si coincide con lo recogido en la póliza. Mucha asistencia médica habitual y de poca entidad (por ejemplo el diagnóstico de un resfriado) no requiere esta autorización.[7]
- Formulario: la lista de medicamentos que un plan de seguro acepta cubrir.[8]
- Explicación de beneficios: documento que una aseguradora puede enviar a un paciente explicando qué estaba cubierto por un servicio médico y cómo se determinó el monto del pago y el monto de responsabilidad del paciente.[7] En el caso de facturación por asistencia médica de emergencia, se notifica a los pacientes dentro de los 30 días posteriores al servicio. Rara vez se notifica a los pacientes en persona sobre el coste de los servicios de la sala de emergencias, debido a las condiciones del paciente y otros aspectos logísticos, hasta la recepción de esta carta.[9]

Los planes de medicamentos recetados son una forma de seguro que se ofrece a través de algunos planes de seguro médico. En Estados Unidos, el paciente suele abonar un copago. El resto corre por cuenta del plan de medicamentos recetados. : TS 2:21  Estos planes suelen formar parte de los programas nacionales de seguro médico. Por ejemplo, en la provincia de Quebec, Canadá, el seguro de medicamentos recetados es universalmente obligatorio como parte del plan de seguro médico público, pero puede adquirirse y administrarse mediante planes privados o grupales, o mediante el plan público. 

## Comparaciones de sistemas de salud según cómo utilizan los seguros médicos
El Commonwealth Fund, en su estudio anual "Espejito, espejito en la pared" (un remedo de la invocación de la madrastra de Blancanieves a su espejo mágico), compara el desempeño de los sistemas sanitarios en Australia, Nueva Zelanda, el Reino Unido, Alemania, Canadá y los Estados Unidos. Su estudio de 2007 encontró que, aunque el sistema estadounidense es el más caro, constantemente tiene un rendimiento inferior al de otros países. Una diferencia entre Estados Unidos y otros países del estudio es que Estados Unidos es el único sin asistencia sanitaria universal(porque el colectivo de médicos se opuso a ella), lo que provoca un exceso de mortalidad. En 2010 se cifró en 26 100 personas.
El Commonwealth Fund completó su decimotercera encuesta anual sobre políticas sanitarias en 2010. Un estudio de la encuesta «encontró diferencias significativas en el acceso, la carga de costes y los problemas con el seguro médico asociados con el diseño del seguro». De los países encuestados, los resultados indicaron que las personas en los Estados Unidos tenían, respecto a otros países, más gastos de su bolsillo, más disputas con sus compañías de seguros y más negativas de las aseguradoras a pagar. El papeleo también fue mayor, aunque Alemania tuvo niveles igualmente altos de papeleo.

### Australia
El sistema de salud pública australiano se llama Medicare, (igual nombre que un sistema estadounidense distinto en su funcionamiento, Medicare) y proporciona acceso universal gratuito al tratamiento hospitalario y tratamiento médico extrahospitalario subsidiado. Se financia mediante un impuesto del 2 % sobre todos los contribuyentes, un impuesto adicional del 1 % sobre las personas con ingresos altos, así como ingresos generales.
El sistema de salud privado está financiado por varias organizaciones privadas de seguros de salud. La mayor de ellas es Medibank Private Limited, que fue, hasta 2014, una entidad de propiedad gubernamental, cuando fue privatizada y sacada a la Bolsa de Valores de Australia.
Los fondos de salud australianos pueden ser con ánimo de lucro, como Bupa y nib; mutuas sanitarias, como la Unidad Australiana; o "sin fines de lucro", como GMHBA, HCF o HBF Health Insurance. Algunos, como Police Health, tienen su membresía restringida a grupos particulares, pero la mayoría son abiertos. La membresía en la mayoría de los fondos de salud ahora también está disponible a través de sitios web de comparación. Estos sitios de comparación operan a comisión mediante acuerdo con sus fondos de salud participantes. El Defensor del Asegurado Sanitario Privado también gestiona un sitio web gratuito que permite a los consumidores buscar y comparar productos de aseguradores de salud privados, que incluye información sobre el precio y la cobertura.
La mayoría de los aspectos del seguro médico privado en Australia están regulados por la Ley de seguro médico privado de 2007. Las quejas y la presentación de informes del sector sanitario privado las lleva a cabo una organismo público independiente, el Defensor del Asegurado Sanitario Privado. Este organismo publica un informe anual que describe el número y la naturaleza de las quejas por aseguradora en comparación con su cuota de mercado.
El sistema de salud privado en Australia opera sobre una base de "calificación comunitaria", por lo que las primas no varían únicamente debido al historial médico previo de una persona, su estado de salud actual o (en términos generales) su edad (ver Cobertura médica de por vida a continuación). Para equilibrar esto, existen períodos de espera, en particular para condiciones preexistentes (generalmente denominados en la industria como PEA, que significa "dolencia preexistente"). Las aseguradoras tienen derecho a imponer un período de espera de hasta 12 meses a las prestaciones por cualquier afección médica cuyos signos y síntomas hayan existido durante los seis meses que finalizan el día en que la persona contrató el seguro por primera vez. También tienen derecho a imponer un período de espera de 12 meses para las prestaciones por tratamiento relacionado con una enfermedad obstétrica, y un período de espera de 2 meses para todas las demás prestaciones cuando una persona contrata por primera vez un seguro privado. Los fondos tienen la posibilidad de reducir o eliminar dichos períodos de espera en casos individuales. Para empezar, también son libres de no imponerlos, pero esto pondría a dicho fondo en riesgo de sufrir una "selección adversa", atrayendo a un número desproporcionado de miembros de otros fondos, o del conjunto de miembros potenciales que de otro modo se habrían unido otros fondos. También atraería a personas con afecciones médicas existentes, que de otro modo no habrían contratado ningún seguro debido a la denegación de beneficios durante 12 meses debido a la regla PEA. Los beneficios pagados por estas condiciones crearían presión sobre las primas para todos los asegurados fondo, provocando que algunos abandonaran su membresía, lo que conduciría a nuevos aumentos en las primas, y se produciría un círculo vicioso.
El gobierno australiano ha introducido varios incentivos para animar a los adultos a contratar un seguro hospitalario privado:
- Cobertura médica de por vida: si una persona no ha contratado una cobertura hospitalaria privada antes del 1 de julio después de cumplir 31 años, cuando (y si) lo hace después de este momento, sus primas deben incluir una carga del 2 % anual por cada año que ha estado sin cobertura hospitalaria. Así, una persona que contrate por primera vez una cobertura privada a los 40 años pagará una carga del 20 por ciento. La carga se elimina después de 10 años de cobertura hospitalaria continua. La carga se aplica únicamente a las primas de cobertura hospitalaria, no a las coberturas auxiliares (extras). Esto se hace para estimular que las personas jóvenes (más sanas) contraten seguros durante un período en el que es poco probable que generen gastos hospitalarios.
- Recargo de tasa de Medicare: las personas cuya base imponible sea superior a una cantidad especificada (en el ejercicio 2011/12, 80 000 dólares australianos para solteros y 168 000 para parejas[15]) y que no tengan un nivel adecuado de cobertura hospitalaria privada, deben pagar un 1 % de recargo además del impuesto estándar de Medicare del 1,5 %. La razón es que si las personas de este grupo de ingresos se ven obligadas a pagar más dinero de una forma u otra, la mayoría optaría por adquirir un seguro hospitalario con él, con la posibilidad de recibir un beneficio si necesitan tratamiento hospitalario privado, en lugar de pagarlo en efectivo en forma de impuestos adicionales, además de tener que cubrir sus propios costes hospitalarios privados.
  - El gobierno australiano anunció en mayo de 2008 que propone aumentar los umbrales a 100 000 dólares australianos para los solteros y 150 000 para las familias. Estos cambios requieren aprobación legislativa. Se presentó un proyecto de ley para cambiar la ley, pero el Senado no lo aprobó.[16] El 16 de octubre de 2008 se aprobó una versión modificada. Ha habido críticas de que los cambios harán que muchas personas abandonen su seguro médico privado, lo que provocará una carga adicional para el sistema hospitalario público y un aumento de las primas para quienes permanezcan en el sistema privado. Otros comentaristas creen que el efecto será mínimo.[17]
- Reembolso del seguro médico privado: Australia subsidia las primas de todas las coberturas del seguro médico privado, incluidas las hospitalarias y auxiliares (extras), en un 10 %, 20 % o 30 %, según la edad. El Gobierno de Rudd anunció en mayo de 2009 que, a partir de julio de 2010, el reembolso dependería de los recursos económicos del asegurado y se ofrecería en una escala móvil. Si bien esta medida (que habría requerido legislación) fue rechazada en el Senado en ese momento, a principios de 2011 el Gobierno de Gillard anunció planes para reintroducir la legislación después de que la oposición perdiera el equilibrio de poder en el Senado. El Partido Laborista Australiano (ALP por sus siglas en inglés) y los Verdes llevan mucho tiempo oponiéndose a este reembolso, al que califican de "subvenciones a la clase media" (piensan que estos subsidios solo deberían recibirlos quienes los necesitaran).[18]

### Canadá
Según la Constitución de Canadá, la atención médica es principalmente responsabilidad de las provincias (sus entidades subnacionales, como en Estados unidos son los estados, en Francia los departamentos, etc.). Las principales excepciones son la responsabilidad del Estado central por los servicios brindados a los pueblos aborígenes cubiertos por tratados, la Policía Montada del Canadá, las fuerzas armadas y los miembros del Parlamento. En consecuencia, cada provincia administra su propio programa de seguro médico. El Estado central influye en estos seguros médicos en virtud de sus poderes fiscales: transfiere efectivo y porcentajes impositivos a las provincias para ayudar a cubrir los costes de los programas de seguro médico universal. Según la Ley de salud de Canadá, el Estado central exige y hace cumplir el requisito de que todas las personas tengan acceso gratuito a lo que se denomina "«servicios médicamente necesarios», definidos principalmente como atención brindada por médicos o en hospitales, y el componente de enfermería de los cuidados residenciales a largo plazo. Si las provincias permiten a los médicos o instituciones cobrar a los pacientes por servicios médicamente necesarios, el gobierno federal reduce sus pagos a las provincias por el monto de estos servicios. 
En conjunto, los sistemas públicos de seguro médico provincial de Canadá se denominan frecuentemente "Medicare"(igual nombre que un sistema estadounidense distinto en su funcionamiento, Medicare). Este seguro público se financia con impuestos a partir de los ingresos del Estado central, aunque la Columbia Británica y Ontario imponen una prima obligatoria con tasas fijas para que los individuos y las familias generen ingresos adicionales (en esencia, una sobretasa). 
Se permiten seguros de salud privados, pero en 6 provincias solo para servicios que los planes de salud públicos no cubren (por ejemplo, habitaciones privadas o semiprivadas en hospitales y planes de medicamentos recetados). Cuatro provincias permiten que el seguro cubra servicios también exigidos por la Ley de salud de Canadá, pero en la práctica no existe mercado para ello. Todos los canadienses son libres de utilizar un seguro privado para servicios médicos electivos, como cirugía de corrección de la visión con láser, cirugía estética y otros procedimientos médicos no básicos. Alrededor del 65 % de los canadienses tienen algún tipo de seguro médico privado complementario; muchos de ellos lo reciben a través de sus empleadores. Los servicios del sector privado no pagados por el Estado representan casi el 30 por ciento del gasto total en atención médica.
En 2005, la Corte Suprema de Canadá dictaminó, en Chaoulli v. Quebec, que la prohibición de la provincia de contar con seguros privados para la atención médica ya asegurada por el plan provincial violaba la Carta de Derechos y Libertades de Quebec y, en particular, las secciones que tratan del derecho a la vida y a la seguridad, si había tiempos de espera inaceptablemente largos para recibir tratamiento, como se alega en este caso. El fallo no ha cambiado el patrón general del seguro médico en todo Canadá, pero ha estimulado los intentos de abordar los problemas centrales de la oferta y la demanda y el impacto de los tiempos de espera.

### China
En China la sanidad no es gratuita, y el precio de la atención médica puede ser alto. La mayoría de la población está cubierta por diversos seguros. Es habitual que se exija pagar por adelantado.

### Chipre
En 2020, Chipre introdujo el Sistema General de Salud (GHS, también conocido como GESY), que es un fondo de seguro independiente a través del cual se pagará a clínicas, médicos privados, farmacéuticos, laboratorios, laboratorios microbiológicos y fisioterapeutas para que puedan ofrecer atención médica a residentes permanentes de Chipre, que pagarán contribuciones a este fondo.
Además de GESY, más de 12 compañías de seguros locales e internacionales (por ejemplo, Bupa, Aetna, CIGNA o MetLife) ofrecen planes de seguro médico individuales y grupales. Los planes se dividen en 2 categorías principales: planes que cubren los gastos de pacientes hospitalizados (es decir, hospitalización, operaciones) y planes que cubren los gastos de pacientes hospitalizados y ambulatorios (como visitas al médico, medicamentos y fisioterapia).

### España
España tiene sanidad pública universal, pero casi una cuarta parte de la población (24,4 % en 2021) cuenta con un seguro médico privado, pagado directamente por el asegurado o por su empleador. Las razones sonː estar menos tiempo en lista de espera para médicos especialistas o para pruebas, y acceder a habitaciones individuales en hospitales. La sanidad privada se entiende como un complemento a la pública. Los casos más graves los suele atender la sanidad pública (y tiene, por tanto, más experiencia en tratarlos).
Las prestaciones del sistema público de salud supusieron en 2020 aproximadamente el 71 % del gasto sanitario nacional. Otro 22 % lo pagaron las familias de su bolsillo. En tercer lugar figura el seguro de salud, con alrededor del 7 %.

### Francia
El sistema nacional de seguro médico se instituyó en 1945, poco después del final de la Segunda Guerra Mundial. Fue un compromiso entre representantes gaullistas y comunistas en el Parlamento francés. Los gaullistas conservadores se oponían a un sistema sanitario estatal, mientras que los comunistas apoyaban una nacionalización completa de la asistencia sanitaria siguiendo el modelo británico de William Beveridge.
El programa resultante se basa en la profesión: todas las personas que trabajan deben pagar una parte de sus ingresos a un fondo de seguro médico sin fines de lucro, que mutualiza el riesgo de enfermedad y que reembolsa los gastos médicos a diferentes tasas. Los hijos y cónyuges de los asegurados también tienen derecho a recibir prestaciones. Cada fondo es libre de gestionar su propio presupuesto y se utiliza para reembolsar los gastos médicos al ritmo que considere adecuado; sin embargo, tras una serie de reformas en los últimos años, la mayoría de los fondos proporcionan el mismo nivel de reembolso y beneficios.
El Estado tiene 2 responsabilidades en este sistema.
- La primera es fijar la tarifa a la que se deben negociar los gastos médicos, y lo hace de 2 maneras: el Ministerio de Salud negocia directamente los precios de los medicamentos con los fabricantes, basándose en el precio promedio de venta observado en los países vecinos. Una junta de médicos y expertos decide si el medicamento proporciona un beneficio médico lo suficientemente valioso como para ser reembolsado (la mayoría de los medicamentos se reembolsan, incluida la homeopatía, que no proporciona beneficio terapéutico).[29] La segunda manera es fijar la tasa de reembolso de los servicios médicos: esto significa que un médico es libre de cobrar los honorarios que desee por una consulta, pero el sistema de seguridad social sólo los reembolsará según una tasa preestablecida. Estas tarifas se fijan anualmente mediante negociación con las organizaciones representativas de los médicos.
- La segunda responsabilidad del Estado francés es la supervisión de los fondos del seguro médico, para garantizar que administren correctamente las sumas que reciben y para garantizar la supervisión de la red de hospitales públicos.

Hoy, este sistema está más o menos intacto. Todos los ciudadanos y residentes extranjeros legales en Francia están cubiertos por uno de estos programas obligatorios, que siguen siendo financiados por la participación de los trabajadores. Sin embargo, desde 1945 se han introducido una serie de cambios importantes. En primer lugar, los diferentes fondos de atención médica (hay 5: General, Independiente, Agrícola, Estudiantil y Servidores Públicos) ahora reembolsan todos al mismo ritmo. En segundo lugar, desde 2000, el Estado ahora brinda atención médica a quienes no están cubiertos por un régimen obligatorio (aquellos que nunca han trabajado y que no son estudiantes, es decir, los muy ricos o los muy pobres). Este régimen, a diferencia de los financiados por los trabajadores, se financia a través de impuestos generales y reembolsa a una tasa más alta que el sistema basado en la profesión para aquellos que no pueden permitirse el lujo de compensar la diferencia. Finalmente, para contrarrestar el aumento de los costes de la atención médica, se promulgaron 2 planes (en 2004 y 2006), que exigen que los asegurados declaren un médico remitente para recibir un reembolso completo por las visitas al especialista, y que instaló un copago obligatorio de 1 euro por visita al médico, 0,50 euros por cada caja de medicamento recetado y una tarifa de 16 a 18 euros por día por estancia en el hospital y procedimientos costesos.

### Alemania
Alemania tiene el sistema nacional de seguro social de salud más antiguo del mundo, cuyos orígenes se remontan a la Ley de seguro de enfermedad de Otto von Bismarck de 1883.
El seguro obligatorio comenzó con el 10 % de los trabajadores manuales en 1885 y se fue ampliando; en 2009, el seguro se hizo obligatorio para todos los ciudadanos, con seguro médico privado para los trabajadores autónomos o por encima de un umbral de ingresos. En 2016, el 85 % de la población estaba cubierta por el seguro médico obligatorio(Gesetzliche Krankenversicherung o GKV ), y el resto está cubierto por un seguro privado (Private Krankenversicherung o PKV). En 2004 el sistema de atención médica de Alemania estaba financiado en un 77 % por el Estado y un 23 % por fondos privados. Mientras que las contribuciones al seguro médico público se basan en los ingresos del individuo, las contribuciones al seguro médico privado se basan en la edad y el estado de salud del asegurado.
El reembolso se realiza mediante pago por servicio, pero el número de médicos autorizados a aceptar el seguro médico obligatorio en un lugar determinado está regulado por el Estado y las sociedades profesionales.
Los copagos se introdujeron en la década de 1980 en un intento de evitar una utilización excesiva. La duración media de la estancia hospitalaria en Alemania ha disminuido en los últimos años de 14 a 9 días, cifra todavía considerablemente más larga que la estancia media en Estados Unidos (de 5 a 6 días). Parte de la diferencia es que la consideración principal para el reembolso hospitalario es el número de días de hospitalización, en lugar de los procedimientos o el diagnóstico. 
Los costes de los medicamentos han aumentado sustancialmente, casi un 60 % entre 1991 y 2005. A pesar de los intentos de contener los costes, el gasto total en salud aumentó al 10,7 % del PIB en 2005, cifra comparable a la de otras naciones de Europa occidental, pero sustancialmente menor que la gastada en Estados Unidos (casi el 16 % del PIB).
A los alemanes se les ofrecen 3 tipos de seguros sociales que se refieren al estado físico de una persona y que son cofinanciados por el empleador y el empleado: seguro de enfermedad, seguro de accidentes y seguro de cuidados a largo plazo. El seguro de dependencia (Gesetzliche Pflegeversicherung) surgió en 1994 y es obligatorio. El seguro de accidentes (Gesetzliche Unfallversicherung) lo abona el empleador y cubre básicamente todos los riesgos en el desplazamiento al trabajo y en el lugar de trabajo.

### Grecia
El Sistema Nacional de Salud de Grecia cubre tanto el tratamiento ambulatorio como el hospitalario. El tratamiento ambulatorio lo llevan a cabo las estructuras administrativas sociales de la siguiente manera:
- EOPPY (Organización Nacional de Prestación de Servicios de Salud): proveedores de atención médica privados contratados
- Unidades PEDY (Red Nacional de Atención Primaria de Atención Médica): atención sanitaria pública
- Hospitales estatales, unidades médicas rurales y regionales, centros de salud del ESY (Sistema Nacional de Salud)
- Profesionales de la salud privados: profesionales y servicios médicos no contratados con EOPYY.

El tratamiento hospitalario lo llevan a cabo:
- Hospitales estatales del Sistema Nacional de Salud (ESY)
- Clínicas privadas que contratan con la Organización Nacional de Prestación de Servicios de Salud (EOPYY)
- Hospitales y clínicas privados no contratados con la EOPYY

En Grecia cualquiera puede cubrir los gastos de hospitalización utilizando una póliza de seguro privada, que puede adquirir cualquiera de las compañías de seguros locales o multinacionales que operan en la región (por ejemplo, Metlife, Interamerican, Aetna, IMG).

### India
En la India, la prestación de servicios de atención médica varía según los estados. Los servicios de salud pública son prominentes en la mayoría, pero debido a la falta de recursos y gestión, buena parte de la población opta por los servicios de salud privados.
Para mejorar la concienciación y mejorar las instalaciones de atención médica, la Autoridad de Desarrollo y Regulación de Seguros de la India y la Corporación General de la India llevan a cabo campañas de atención médica para toda la población. En 2018 el primer ministro, Narendra Modi, anunció el lanzamiento de un nuevo fondo de seguro médico público llamado Ayushman Bharat Yojana destinado a los ciudadanos desfavorecidos. El Gobierno afirma que el nuevo sistema intentará llegar a más de 500 millones de personas.
En la India, el seguro médico se ofrece principalmente en 2 tipos:
- Plan de indemnizaciónː cubre básicamente los gastos de hospitalización y tiene subtipos como seguro individual, seguro flotante familiar, seguro para la tercera edad, seguro de maternidad o seguro médico grupal.
- Plan de beneficios fijosː paga una cantidad fija por enfermedades predeterminadas como enfermedades críticas, cáncer, enfermedades cardíacas, etc. También tiene sus subtipos como seguro preventivo, enfermedades críticas y accidentes personales.

Dependiendo del tipo de seguro y de la compañía aseguradora, la cobertura incluye gastos anteriores y posteriores a la hospitalización, gastos de ambulancia, de residencia, chequeos médicos, etc.
Es fundamental conocer las exclusiones que no están cubiertas por los planes de seguro:
- Tratamiento relacionado con enfermedades o cirugías dentales.
- Todo tipo de enfermedades de transmisión sexual (ETS) y SIDA.
- Tratamiento no alopático (medicina tradicional india, homeopatía, etc.).

Pocas compañías ofrecen seguro contra tales enfermedades o condiciones, pero eso depende del tipo y el monto asegurado.
Algunos aspectos importantes a considerar antes de elegir el seguro de salud en la India son el índice de liquidación de reclamaciones, los límites y topes del seguro, la cobertura y los hospitales de la red de cada seguro.

### Japón
En Japón hay 3 tipos principales de seguros médicos: Seguro Médico para Empleados (健康保険 Kenkō-Hoken), Seguro Médico Nacional (国民健康保険 Kokumin-Kenkō-Hoken) y sistema médico para personas mayores en etapa avanzada (後期高齢医療制度) Kouki-Kourei-Iryouseido). Aunque hay seguros médicos privados, todos los ciudadanos japoneses, residentes permanentes y no japoneses con un visado que dure un año o más deben estar inscritos en el Seguro Médico Nacional o en el Seguro Médico para Empleados. El Seguro Médico Nacional está diseñado para quienes no son elegibles para ningún programa de seguro médico basado en el empleo. El sistema médico para personas mayores en etapa avanzada está diseñado para personas de 75 años o más.

Gasto sanitario en Japón por grupo de edad

El Seguro Médico Nacional se organiza sobre la base de los hogares. Una vez que un hogar ha presentado la solicitud, toda la familia está cubierta. Los solicitantes reciben una tarjeta de seguro médico, que deben utilizar cuando reciben tratamiento en un hospital. Los beneficiarios deben pagar una prima mensual hagan uso o no de servicios médicos. Cuando los hacen, además, deben abonar copagosː entre el 10 y el 30 % del coste, según la edad. Si la cantidad que el beneficiario debe pagar de su bolsillo excede unos límites predeterminados, puede solicitar un reembolso del programa del Seguro Médico Nacional.
El Seguro Médico para Empleados cubre sus enfermedades, lesiones y muerte independientemente de que ocurrieran en el lugar de trabajo o fuera de él. Cubre un máximo de 180 días de atención médica al año para enfermedades o lesiones relacionadas con el trabajo y 180 días al año para otras enfermedades o lesiones. Los empleadores y los empleados deben contribuir equitativamente para que los empleados estén cubiertos.
El sistema médico para personas mayores en etapa avanzada comenzó en 1983 tras la Ley de atención médica para las personas mayores de 1982. Permitió que muchos sistemas de seguro médico ofrecieran asistencia financiera a las personas mayores. Hay una tarifa de cobertura médica. Para ser elegible, los asegurados deben ser: o mayores de 70 años, o entre 65 y 69 años con discapacidad reconocida. Este sistema médico incluye atención médica preventiva y estándar.En 2020 Japón era el país con mayor esperanza de vida del mundo (84,6 años), seguido por Singapur y Corea del Sur.

#### Problemas del sistema sanitario
Debido al envejecimiento de la población de Japón, el sistema médico para personas mayores representa un tercio del coste total de atención médica del país. Cuando los empleados jubilados pasan del seguro médico para empleados al sistema médico para personas mayores en etapa avanzada, se espera que el coste nacional del seguro médico aumente, ya que los costes individuales de atención médica tienden a aumentar con la edad.

### Países Bajos
En 2006 entró en vigor en los Países Bajos un nuevo sistema de seguro médico. Mediante el uso de una combinación de normativa y fondo común de compensación de seguros, este nuevo sistema evita los 2 peligros de la selección adversa y el riesgo moral asociados con las formas tradicionales de seguro médico . El riesgo moral se evita exigiendo que las compañías de seguros proporcionen al menos una póliza que cumpla con un nivel estándar mínimo de cobertura establecido por el Estado, y todos los residentes adultos están obligados por ley a comprar esta cobertura de una compañía de seguros de su elección. Todas las compañías de seguros reciben dinero del fondo de compensación para ayudar a cubrir el coste de esta cobertura. Este fondo está dirigido por un regulador que recauda contribuciones salariales de los empleadores (alrededor del 50 % de toda la financiación de la atención médica), y financiación estatal para cubrir a las personas que no pueden pagar la atención médica (un 5 % adicional).
El 45 % restante de la financiación de la atención sanitaria proviene de las primas de seguros, por las que las empresas compiten en precio, aunque la variación entre las distintas aseguradoras competidoras es sólo de alrededor del 5 %. Sin embargo, las compañías de seguros son libres de vender pólizas adicionales para brindar cobertura más allá del mínimo nacional. Estas pólizas no reciben financiación del fondo común de compensación, pero cubren tratamientos adicionales, como procedimientos dentales o fisioterapia, no financiados por la póliza obligatoria.
El dinero del fondo de compensación se distribuye entre las compañías de seguros por cada persona que aseguran. Cuando aseguran a un individuo de alto riesgo reciben más del fondo común, y cuando aseguran a una persona de bajos ingresos o menor de 18 años reciben el coste completo del seguro. Debido a esto, las aseguradoras ya no consideran que asegurar a personas de alto riesgo sea poco atractivo, evitando así el problema potencial de la selección adversa.
Las compañías de seguros no pueden tener copagos, límites o franquicias (en el sentido 3 de la RAEː cuantía mínima del daño a partir de la cual la aseguradora paga), ni negar cobertura a ninguna persona que solicite una póliza, ni cobrar nada más que sus primas estándar establecidas y publicadas a nivel nacional. Por lo tanto, cada persona que compre un seguro pagará el mismo precio que todas las demás que compren la misma póliza, y cada persona obtendrá al menos el nivel mínimo de cobertura. Esto se aplica a todas las personas que viven y trabajan permanentemente en los Países Bajos. Los estudiantes internacionales que se trasladan a los Países Bajos con fines de estudio deben contratar un seguro médico holandés obligatorio si también deciden trabajar (contratos de cero horas incluidos) o realizar prácticas remuneradas durante su estancia. En ese caso, deberán contratar el paquete básico obligatorio del seguro médico holandés. El seguro adicional es opcional, dependiendo de las necesidades personales del estudiante.

### Nueva Zelanda
Desde 1974, Nueva Zelanda cuenta con un sistema de seguro médico universal sin culpa para lesiones personales a través de la Corporación de Compensación de Accidentes (ACC por sus siglas en inglés). El plan ACC cubre la mayoría de los costes relacionados con el tratamiento de lesiones producidas en Nueva Zelanda (incluidos los visitantes extranjeros) independientemente de cómo ocurrió la lesión, y también cubre la pérdida de ingresos (al 80 % de los ingresos del empleado antes de la lesión) y los costes relacionados con la rehabilitación a largo plazo, como modificaciones en el hogar y el vehículo para aquellos gravemente heridos). La financiación del plan proviene de una combinación de impuestos sobre la nómina de los empleadores (por lesiones laborales), impuestos sobre los ingresos imponibles de un empleado (por lesiones no laborales de los asalariados), impuestos sobre las tasas de licencia de vehículos y gasolina (por accidentes automovilísticos) y dinero del fondo común de impuestos generales (para accidentes no laborales de niños, personas mayores, desempleados, visitantes extranjeros, etc.).

### Ruanda
Ruanda es uno de los pocos países de bajos ingresos que ha implementado planes de seguro médico comunitarios para reducir las barreras financieras que impiden que los pobres reciban servicios de salud necesarios. Este sistema ha conseguido que el 90 % de la población disfrute de atención médica.

### Singapur
Los singapurenses tienen una de las esperanzas de vida al nacer mayores del mundo. Durante esta larga vida, es inevitable encontrarse con situaciones que requieren hospitalización. El seguro médico cubre los elevados costes sanitarios durante estos periodos.

#### Seguro médico para ciudadanos de Singapur y residentes permanentes
MediShield Life es un seguro médico universal que cubre a todos los ciudadanos y residentes permanentes de Singapur. MediShield Life cubre los costes de hospitalización por estancia en la sala B2 o C de un hospital público. Para la hospitalización en un hospital privado o en la sala A o B1 de un hospital público, la cobertura de MediShield Life está vinculada a los precios de la sala B2 o C y el asegurado debe pagar el monto restante de la factura. El monto restante de la factura se puede pagar con otro seguro denominado MediSave, pero a cuyo uso se aplican límites. 
MediShield Life no cubre gastos médicos en el extranjero ni el tratamiento de enfermedades graves preexistentes por las cuales se haya estado recibiendo tratamiento durante los 12 meses anteriores al inicio de la cobertura. Tampoco cubre el tratamiento de anomalías congénitas (condiciones médicas presentes al nacer), cirugía estética, gastos relacionados con el embarazo y enfermedades mentales.
Como los pagos de MediShield Life tienen un límite para la hospitalización en sala B2 o C en hospitales públicos, los planes Integrated Shield brindan cobertura para la hospitalización en hospitales privados o en la sala A o B1 de hospitales públicos (facturas muy altas).Sin embargo, el asegurado con Integrated Shield aún debe pagar una parte de la factura. Esto está de acuerdo con la filosofía de atención médica de Singapur, que promueve la responsabilidad personal al lograr que las personas compartan el coste de la atención médica. Con esta filosofía, se aplican franquicias, coseguros y prorrateos (repartos proporcionales según reglas estipuladas) en la mayoría de los seguros médicos en Singapur. Estos seguros brindan la opción de pagos adicionales para cubrir estos gastos.

#### Seguro médico para extranjeros en Singapur
A diferencia de los ciudadanos y residentes permanentes de Singapur, los extranjeros no están cubiertos automáticamente por MediShield Life. Pueden adquirir planes de seguro médico de varias aseguradoras de vida en Singapur.

### Suiza
La asistencia sanitaria en Suiza es universaly está regulada por la Ley federal suiza sobre seguros médicos. El seguro médico es obligatorio para todas las personas que residen en Suiza (dentro de los tres meses siguientes a su residencia o nacimiento en el país).Por tanto, es igual en todo el país y evita dobles estándares en la asistencia sanitaria. Las aseguradoras están obligadas a ofrecer este seguro básico a todas las personas, independientemente de su edad o condición médica. No pueden obtener beneficios de este seguro básico, pero sí de planes complementarios.
La cobertura universal obligatoria prevé el tratamiento en caso de enfermedad, accidente o embarazo. El seguro de salud cubre los gastos de tratamiento médico, medicación y hospitalización del asegurado. Sin embargo, el asegurado paga una parte de los costes hasta un máximo, que puede variar según el plan elegido individualmente, y luego las primas se ajustan en consecuencia. Todo el sistema sanitario está orientado hacia los objetivos generales de mejorar la salud pública general y reducir los costes, fomentando al mismo tiempo la responsabilidad individual.
El sistema sanitario suizo es una combinación de sistemas públicos, privados subvencionados y totalmente privados. Las primas varían según la aseguradora, el nivel de franquicia elegido, el lugar de residencia del asegurado y el grado de cobertura de la prestación complementaria elegido (medicina complementaria, atención dental ordinaria, hospitalización en sala semiprivada o privada, etc.).
El asegurado tiene plena libertad de elección entre los aproximadamente 60 proveedores de asistencia sanitaria reconocidos y competentes para tratar su enfermedad (en su región), siempre que los costes estén cubiertos por el seguro hasta el nivel de la tarifa oficial. Existe libertad de elección a la hora de seleccionar una compañía de seguros a la que se le paga una prima, normalmente mensual. El asegurado paga la prima del seguro del plan básico hasta el 8 % de sus ingresos personales. Si una prima es superior a esta cantidad, el gobierno otorga al asegurado un subsidio en efectivo para pagar cualquier prima adicional.
El seguro obligatorio puede complementarse con pólizas de seguro privadas que cubran tratamientos no sufragados por el seguro básico, o que mejoren el nivel de habitación y servicio en caso de hospitalización. Esto puede incluir medicina complementaria, tratamiento dental de rutina y hospitalización en habitación individual, que no están cubiertos por el seguro obligatorio.
En lo que respecta al seguro médico obligatorio, las compañías de seguros no pueden establecer condiciones de cobertura relativas a la edad, el sexo o el estado de salud. Aunque las primas pueden variar de una compañía a otra, deben ser iguales dentro de la misma compañía para todos los asegurados del mismo grupo de edad y región, independientemente de su sexo o estado de salud. Esto no se aplica a los seguros complementarios, donde las primas se basan en el riesgo.
Suiza tiene una tasa de mortalidad infantil de alrededor de 3,6 por 1000. La esperanza de vida general en 2012 era para los hombres de 80,5 años, frente a 84,7 años para las mujeres.

### Reino Unido
El Servicio Nacional de Salud (NHS por sus siglas en inglés) del Reino Unido es un sistema sanitario financiado con fondos públicos que brinda cobertura a todas las personas que residen normalmente en el Reino Unido. No es estrictamente un sistema de seguro porque (a) no se cobran primas, (b) los costes no se cobran por paciente y (c) los costes no se pagan por adelantado mediante un fondo común. Sin embargo, sí logra el objetivo principal del seguro, que es permitir que una persona que enferma reciba la atención médica necesaria aunque no pueda pagar su coste real. Los costes de funcionamiento del NHS —aproximadamente 104 000 millones de libras esterlinas (£) en 2007-2008— se cubren directamente con los impuestos generales. El NHS proporciona la mayor parte de la atención sanitaria en el Reino Unido, incluida la atención primaria, la hospitalaria, la atención sanitaria a largo plazo, oftalmología y odontología.

La atención sanitaria privada ha continuado paralela al NHS, financiada en gran medida por seguros privados, pero es utilizada por menos del 8 % de la población y, en general, como complemento a los servicios del NHS. Hay muchos tratamientos que el sector privado no brinda. Por ejemplo, el embarazo generalmente no está cubierto o tiene cláusulas restrictivas. Las exclusiones típicas de los esquemas de Bupa (y muchas otras aseguradoras) incluyen:
envejecimiento, menopausia y pubertad; SIDA/VIH; alergias o trastornos alérgicos; control de la natalidad, concepción, problemas sexuales y cambios de sexo; condiciones crónicas; complicaciones de condiciones/tratamiento excluidos o restringidos; convalecencia, rehabilitación y cuidados generales de enfermería; tratamientos cosméticos, reconstructivos o de adelgazamiento; sordera; tratamiento dental/oral (como empastes, enfermedades de las encías, encogimiento de la mandíbula, etc.); diálisis; medicamentos y apósitos para uso ambulatorio o para uso domiciliario†; medicamentos y tratamientos experimentales; vista; TRH y densitometría ósea; dificultades de aprendizaje, problemas de conducta y de desarrollo; tratamiento y repatriación en el extranjero; ayudas y dispositivos físicos; condiciones preexistentes o especiales; embarazo y parto; detección y tratamiento preventivo; problemas y trastornos del sueño; trastornos del habla; Alivio temporal de los síntomas.(† = excepto en circunstancias excepcionales)
Hay otras aseguradoras en el Reino Unido, como Chubb Limited, AXA, Aviva, Groupama Healthcare, WPA o VitalityHealth. Aplican exclusiones similares, según la póliza que se contrate.
En 2009, el principal organismo representativo de los médicos británicos, la Asociación Médica Británica (BMA por sus siglas en inglés), hizo una declaración en la que expresaba su preocupación por la evolución del mercado de seguros médicos en el Reino Unido. En su reunión anual de representantes, que había sido acordada anteriormente por el Grupo de políticas de consultores (es decir, médicos sénior), se afirmó que la BMA estaba «extremadamente preocupada porque las políticas de algunas compañías privadas de seguros de salud impiden o restringen a los pacientes el ejercicio de sus opciones sobre (i) los consultores que los tratan; (ii) el hospital en el que son tratados; (iii) realizar pagos complementarios para cubrir cualquier brecha entre la financiación proporcionada por su compañía de seguros y el coste del tratamiento privado elegido». 
Se pedía a la BMA que hiciera públicas estas preocupaciones para que los pacientes estuvieran plenamente informados a la hora de elegir un seguro sanitario privado. La práctica de las compañías de seguros de decidir a qué médico puede acudir su asegurado se denomina derivación abierta. El NHS ofrece a los pacientes una selección de hospitales y médicos y no cobra por sus servicios.
Se ha utilizado al sector privado para aumentar la capacidad del NHS a pesar de que una gran proporción de los británicos se opone a tal participación. Según la Organización Mundial de la Salud, en 2004 la financiación estatal cubrió el 86 % del gasto total en atención sanitaria en el Reino Unido, y la financiación privada, el 14 % restante.
Casi uno de cada 3 pacientes que reciben tratamiento hospitalario del NHS tiene un seguro privado y su aseguradora podría cubrir el coste. Algunos planes privados ofrecen pagos en efectivo a los pacientes que optan por el tratamiento del NHS, para disuadir el uso de instalaciones privadas. Un informe de los analistas de salud privados Laing y Buisson, de noviembre de 2012, estimó que cada año se realizaban más de 250 000 operaciones en el NHS a pacientes con seguro médico privado a un coste de 359 millones de libras. Además, se gastaron 609 millones de libras en tratamientos médicos o quirúrgicos de emergencia. El seguro médico privado normalmente no cubre el tratamiento de emergencia, pero la recuperación posterior podría pagarse si el paciente fuera trasladado a una unidad privada para pacientes.

### Estados Unidos
Seguro médico a corto plazo
El 1 de agosto de 2018, el Departamento de Salud y Servicios Humanos de los Estados Unidos (DHHS por sus siglas en inglés, equivalente al Ministerio de Sanidad en otros países) publicó una norma que realizó cambios federales en el seguro médico de duración limitada y a corto plazo (STLDI por sus siglas en inglés)ː alargó el plazo máximo del contrato a 364 días y la renovación por hasta 36 meses.Esta nueva norma, en combinación con la expiración de la sanción por el Mandato Individual de la Ley de Atención Médica Asequible,ha sido objeto de análisis independiente.
El sistema de atención médica de los Estados Unidos depende en gran medida del seguro médico privado, que es la principal fuente de cobertura para la mayoría de los estadounidenses. En 2018, el 68,9 % de los adultos estadounidenses tenían seguro médico privado, según el Centro para el Control y la Prevención de Enfermedades. La Agencia para la Investigación y la Calidad de la Atención Médica (AHRQ por sus siglas en inglés) encontró que, en 2011, el seguro privado facturó 12,2 millones de estadías hospitalarias en EE. UU. e incurrió en aproximadamente 112 500 millones de dólares ($) en costes hospitalarios agregados (29 % del total de los costes agregados nacionales). 
Los programas públicos proporcionan la principal fuente de cobertura para la mayoría de los ancianos y para niños y familias de bajos ingresos que cumplen con ciertos requisitos de elegibilidad. Los principales programas públicos son Medicare, un programa federal de seguro social para personas mayores y determinadas personas discapacitadas; y Medicaid, financiado conjuntamente por el Gobierno federal y los estados, pero administrado a nivel estatal, que cubre a ciertos niños de muy bajos ingresos y sus familias. Juntos, Medicare y Medicaid representaron aproximadamente el 63 % de los costes hospitalarios nacionales en 2011.
El Programa de Seguro Médico Infantil (SCHIP por sus siglas en inglés) es una asociación federal-estatal que presta servicios a ciertos niños y familias que, aunque no cumplen los requisitos de Medicaid, tampoco pueden pagar un seguro privado. Otros programas públicos incluyen prestaciones de salud militar proporcionadas a través de TRICARE y la Administración de Salud para Veteranos, y prestaciones proporcionadas a través del Servicio de Salud Indígena. Algunos estados tienen programas adicionales para personas de bajos ingresos. 
A finales de la década de 1990 y principios de la de 2000, comenzaron a aparecer empresas de defensa de los pacientes para ayudarlos a lidiar con las complejidades del sistema sanitario estadounidense. Esta complejidad ha provocado numerosos problemas a los ciudadanos. Un estudio halló que el 62 % de las personas que se declararon en quiebra en 2007 tenían gastos médicos impagados de 1 000 $ o más, y en el 92 % de estos casos las deudas médicas excedían los 5 000 $. Casi el 80 % de los que se declararon en quiebra tenían seguro médico. Se estimó que los programas Medicare y Medicaid pronto representarían el 50 por ciento de todo el gasto nacional en salud. Estos factores y muchos otros aumentaron el interés por una reforma del sistema sanitario. En 2010, el presidente Obama promulgó la Ley de Protección al Paciente y Atención Médica Asequible. Esta Ley incluye un «mandato individual» según el cual todo estadounidense debe tener seguro médico (o pagar una multa). 
Expertos en políticas de salud como David Cutler y Jonathan Gruber, así como el grupo de presión estadounidense sobre seguros médicos America's Health Insurance Plans, argumentaron que esta disposición era necesaria para proporcionar una «emisión garantizada» y una «calificación comunitaria», que abordan características impopulares del sistema de seguro médico de Estados Unidos, como ponderaciones de primas, exclusiones por condiciones preexistentes y evaluación previa de los solicitantes de seguros. 
Del 26 al 28 de marzo, la Corte Suprema escuchó argumentos sobre la validez de la ley. La Ley de protección al paciente y atención médica asequible fue declarada constitucional el 28 de junio de 2012. La Corte Suprema determinó que el Congreso tenía la autoridad para aplicar el mandato individual dentro de sus poderes impositivos.

#### Historia y evolución
A finales del siglo XIX, empezó a estar disponible el "seguro contra accidentes", que funcionaba de forma muy parecida al seguro de invalidez moderno. Este modelo de pago continuó hasta principios del siglo XX en algunas jurisdicciones (como California), donde todas las leyes que regulaban el seguro médico en realidad hacían referencia al seguro de invalidez.
El seguro contra accidentes fue ofrecido por primera vez en los Estados Unidos por Franklin Health Assurance Company de Massachusetts. Esta firma, fundada en 1850, ofrecía seguros contra lesiones derivadas de accidentes de ferrocarril y barcos de vapor. En 1866, hasta 60 organizaciones ofrecían seguros contra accidentes en Estados Unidos, pero la industria se consolidó rápidamente poco después. Si bien hubo experimentos anteriores, los orígenes de la cobertura de enfermedad en los EE. UU. datan efectivamente de 1890. La primera póliza de discapacidad grupal patrocinada por un empleador se emitió en 1911.
Antes del desarrollo del seguro de gastos médicos, se esperaba que los pacientes pagaran los costes de atención médica de su propio bolsillo, lo que se conoce como modelo de negocio de pago por servicio. Durante mediados y finales del siglo XX, el seguro de invalidez tradicional evolucionó hasta convertirse en programas de seguro médico modernos. Un obstáculo importante para este desarrollo fue que los tribunales prohibieron las primeras formas de seguro médico integral por violar la prohibición tradicional de la práctica corporativa de las profesiones por parte de corporaciones con fines de lucro. Los parlamentos estatales tuvieron que intervenir y legalizar expresamente el seguro médico como excepción a esa regla tradicional. 
Hoy en día, la mayoría de los programas de seguro médico privados cubren el coste de los procedimientos de atención médica de rutina, preventivos y de emergencia. También cubren total o parcialmente el coste de ciertos medicamentos recetados y de venta libre. Las compañías de seguros determinan qué medicamentos están cubiertos según el precio, la disponibilidad y los equivalentes terapéuticos. La lista de medicamentos que un programa de seguro acepta cubrir se llama formulario. Además, algunos medicamentos recetados pueden requerir una autorización previa antes de que un programa de seguro acepte cubrir su coste.

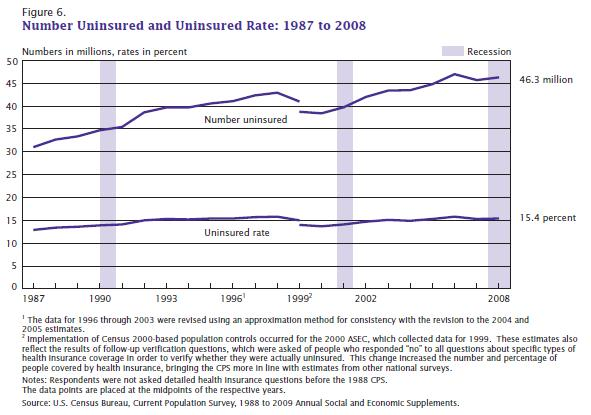
Número de estadounidenses que carecen de seguro médico y la tasa de personas sin seguro entre 1987 y 2008

Las políticas de gastos médicos y hospitalarios se introdujeron durante la primera mitad del siglo XX. Durante la década de 1920, los hospitales individuales comenzaron a ofrecer servicios a individuos mediante pago previo, lo que eventualmente condujo al desarrollo de organizaciones Blue Cross. Los predecesores de las actuales organizaciones de mantenimiento de la salud (HMO por sus siglas en inglés) se originaron a partir de 1929, durante la década de 1930 y durante la Segunda Guerra Mundial.
La Ley de seguridad de los ingresos de los jubilados de 1974 (ERISA) reguló el funcionamiento de un plan de prestaciones sanitarias si un empleador decide establecerlo, aunque no es obligatorio. La Ley ómnibus consolidada de reconciliación presupuestaria de 1985 (COBRA por sus siglas en inglés) otorga a un empleado que deja una empresa el derecho a continuar con la cobertura del seguro sanitario que esa empresa ha contratado para sus empleados.
Durante la década de 1990, los planes de seguro de atención administrada, incluidas las organizaciones de mantenimiento de la salud (HMO), las organizaciones de proveedores preferidos o los planes de punto de servicio, crecieron desde aproximadamente el 25 % de los empleados estadounidenses con cobertura patrocinada por el empleador hasta la gran mayoría. Con la atención administrada, las aseguradoras utilizan varias técnicas para abordar los costes y mejorar la calidad, incluida la negociación de precios (proveedores "dentro de la red"), la gestión de la utilización y requisitos para el aseguramiento de la calidad, como estar acreditado por esquemas de acreditación como la Comisión Conjunta o la Comisión Estadounidense de Acreditación de la Atención Médica.
Empleadores y empleados pueden tener algunas opciones en los detalles de los planes, incluidas las cuentas de ahorro para la salud, el deducible y el coaseguro. A partir de 2015, ha surgido una tendencia entre los empleadores a ofrecer planes con deducibles altos, llamados planes de atención médica impulsados por el consumidor, que imponen más costes a los empleados cuando necesitan atención médica, pero les permiten pagar menores primas mensuales. Además, tener un plan con deducible alto permite a los empleados abrir una cuenta de ahorros para la salud, lo que les permite destinar una parte de su salario —no sujeta a impuestos— para necesidades médicas futuras. Algunos empleadores ofrecen múltiples planes a sus empleados.

### Rusia
El mercado de seguros médicos privados, conocido en ruso como «seguro médico voluntario» (en ruso: добровольное медицинское страхование, ДМС) para distinguirlo del Seguro Médico Obligatorio patrocinado por el Estado, ha experimentado niveles sostenidos de crecimiento. Fue introducido en octubre de 1992.